# Onthophagus pseudobidens
Onthophagus pseudobidens är en skalbaggsart som beskrevs av D'orbigny 1915. Onthophagus pseudobidens ingår i släktet Onthophagus och familjen bladhorningar. Inga underarter finns listade i Catalogue of Life.